# Frederik H. Kreuger

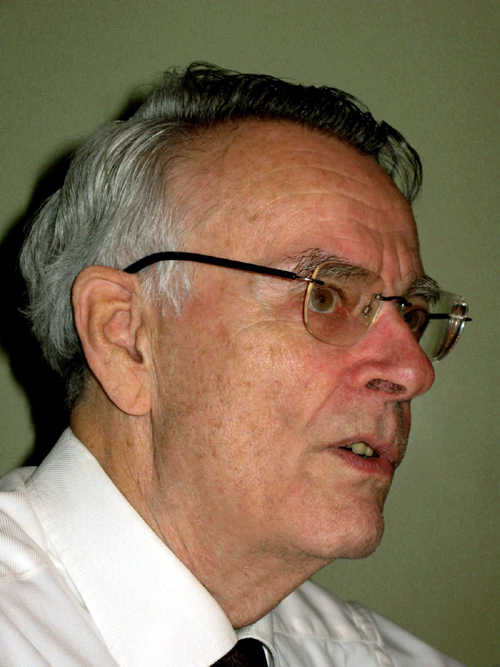
Frederik H. Kreuger

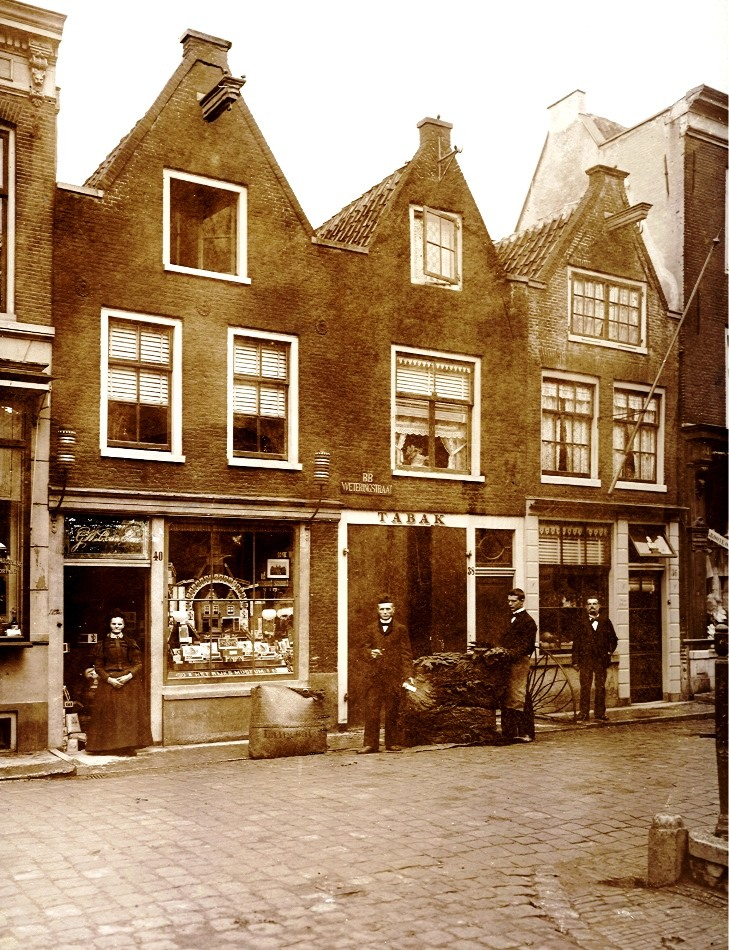
Die Tabakfabrik „Het Wapen van Spanje“ im Jahr 1893 in Amsterdam

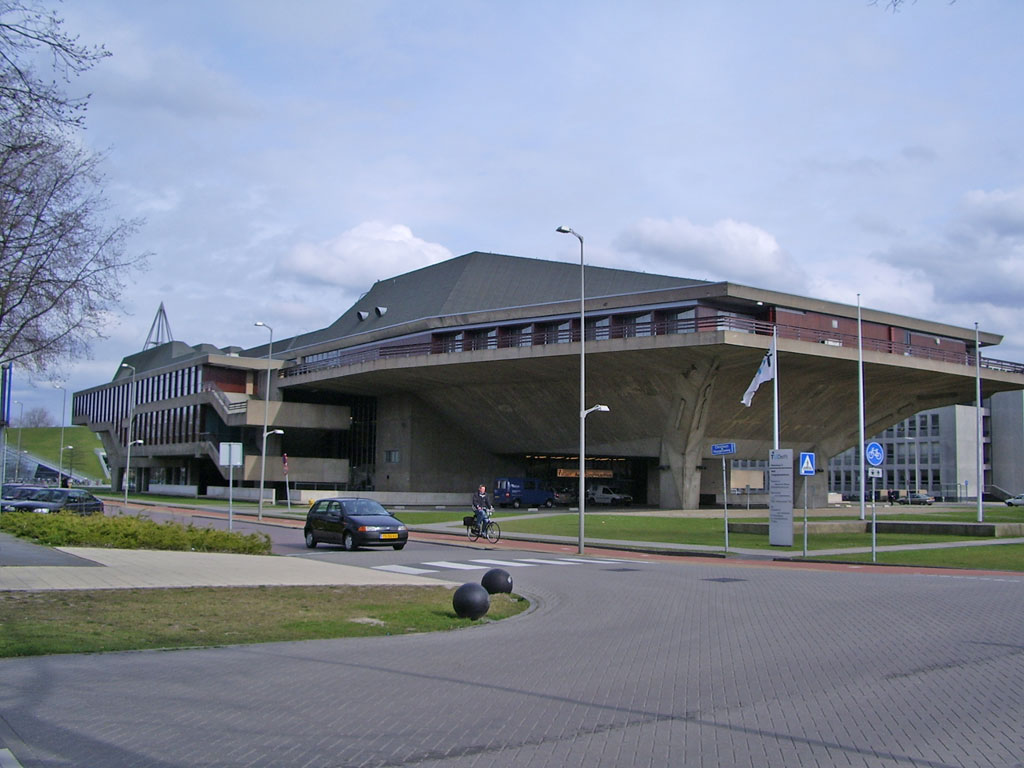
Die Technische Universität Delft

 Frederik Hendrik Kreuger (* 14. Mai 1928 in Amsterdam; † 10. Januar 2015 in Delft) war ein niederländischer Hochspannungswissenschaftler und Erfinder. Er lebte in Delft (Südholland) und war emeritierter Professor der Technischen Hochschule Delft. Er veröffentlichte Fachliteratur, Sachbücher, Kriminalromane und eine Biographie sowie das Werkverzeichnis des Malers und Kunstfälschers Han van Meegeren.

## Biografie
Frederik H. Kreuger stammte aus einer alten Amsterdamer Familie. Sein Großvater mütterlicherseits betrieb in der Weteringstraat nahe dem Rijksmuseum eine kleine Tabakfabrik mit dem Namen „Het Wapen van Spanje“.
Frederik H. Kreuger schrieb im Jahr 2007 ein Buch über diesen Großvater, über dessen Tabakfabrik und über die rasante Entwicklung der Wissenschaft und Technik in der damaligen Belle Époque.
Er besuchte in Haarlem ein naturwissenschaftliches Gymnasium, studierte Elektrotechnik an der Technischen Hochschule Delft, schloss sein Ingenieurstudium im Jahr 1954 ab und promovierte 1961. Von 1954 an war er als Hochspannungswissenschaftler in Schweden, in England und in den Niederlanden tätig. Später wurde er Geschäftsführer der Nederlandse Kabelfabriek in Delft. Im Jahr 1986 erhielt er eine Professur für Hochspannung an seiner Alma Mater in Delft. Dort wirkte er bis zu seiner Emeritierung im Jahr 1995.
Kreuger war der Erfinder verschiedenartiger Hochspannungskabelsysteme und Messgeräte für Teilentladungen. Zu diesen Erfindungen, die zu gängigen Standards der Hochspannungstechnologie geworden sind, gehören unter anderem:
- elastomerische Endverschlüsse in Kunststoff-Hochspannungskabeln
- elastomerische Muffen in Kunststoff-Hochspannungskabeln (bi-manchet genannt)
- das Kreuger bridge Messsystem zur objektiven Messung von Teilentladungen
- ein Entladungsstandard für die Messung von Teilentladungen.

Sein Buch Partial Discharge Detection war fünfundzwanzig Jahre lang das Standardwerk in seinem Fachgebiet. Er veröffentlichte auch Bücher über Management and Missmanagement in der Forschung und über die Unzulänglichkeiten der Windenergie. Sein Hochspannungslabor in Delft wurde ein Forschungszentrum für Teilentladungsmessungen und für die Erforschung von Gleichstrom hoher Spannung (100–1000 kV) zur Nutzung in Röntgengeräten, in der Hochspannungs-Gleichstrom-Übertragung, in der Kathodenstrahlröhre und in anderen Anwendungen.
Frederik H. Kreuger war Erfinder eines Systems für die Nutzung von Sonnenenergie auf dem Meer durch große schwimmende Algenfelder, das der Gewinnung von Biokraftstoff dient. Die Abteilung „Der Botanische Garten“ des Fachbereichs Biotechnologie der Technischen Universität Delft betreut dieses Projekt in Zusammenarbeit mit mehreren anderen Abteilungen der Technischen Universität.
Er schrieb eine Untersuchung über Jan Vermeer und über Vermeer’s Gebrauch der Camera Obscura. Er veröffentlichte auch eine Studie über den Fixpunkt, von dem aus Vermeer sein Bild Straße in Delft gemalt haben könnte.
Im Jahr 2001 begann er mit Nachforschungen über den Maler und Kunstfälscher Han van Meegeren. Er veröffentlichte zunächst einen Roman über ihn mit Skizzen über Jan Vermeer und einer Kurzbiografie über Han van Meegeren.
Bei seinen Nachforschungen kam ihm zugute, dass er als Niederländer die Muttersprache von Han van Meegeren sprach und dass er in den Niederlanden lebte, als der Kunstfälscher dort während des Zweiten Weltkrieges aktiv war. Bei der Suche nach den Primärquellen wertete er die Informationen von John Godley, 3rd Baron Kilbracken und die Interviews von Marie Louise Doudart de la Grée mit Han van Meegeren aus. Er befragte die letzten lebenden Verwandten von Han van Meegeren und die letzten lebenden Zeugen seiner Haft, und er entdeckte auch eine unveröffentlichte Biografie des Sohnes Jacques van Meegeren, die neue Informationen über den Vater enthielt. Außerdem fand er bislang unbekannte Fotografien, die sich auf Han van Meegeren beziehen, und Gemälde, die Han van Meegeren mit seinem eigenen Namen signiert hatte; außerdem entdeckte und identifizierte er einige bislang nicht festgestellte Fälschungen alter Meister, die Han van Meegeren angefertigt hatte.
Im Jahr 2004 stellte er seine Forschungsergebnisse und die von ihm entdeckten Bilder in seiner niederländischen Biografie Han van Meegeren, Meestervervalser vor.
Im Jahr 2006 folgte das Buch De Arrestatie van een Meestervervalser, wieder in niederländischer Sprache, in dem er die vielen Reaktionen auf seine erste Biografie berücksichtigte.
Schließlich publizierte er im Jahr 2007 seine englische Biografie A New Vermeer. Life and Work of Han van Meegeren, die er nach dem Artikel Ein neuer Vermeer benannte, in dem der Vermeer-Experte Abraham Bredius im Jahr 1937 die Fälschung Emmaus von Han van Meegeren als das beste Gemälde des Jan Vermeer bezeichnete, das er je gesehen habe.
Vom Jahr 2010 an veröffentlichte er das englische Werkverzeichnis von Han van Meegeren mit zahlreichen Hintergrundinformationen. Das Werkverzeichnis erschien 2013 in der vierten überarbeiteten Auflage unter dem Titel Han van Meegeren Revisited. His Art & a List of his Works.
Frederik H. Kreuger spielte die erste Violine in dem Amateurorchester für Zigeunermusik mit Namen Siperkov Ensemble. Er schrieb ein Essay über die Entstehung und das Erleben dieser Musik und publizierte es 1996 in niederländischer Sprache.
Am 10. Januar 2015 teilte das niederländische Abendblatt NRC Handelsblad mit, dass Frederik Hendrik Kreuger am 10. Januar 2015 im Alter von 86 Jahren in Delft verstorben sei.

## Film über Han van Meegeren
- Terra X: F – wie Fälschung 2. Folge: „Meister“ Werke Film von Nina Koshofer, moderiert von dem Schauspieler Christian Berkel. In dem Film beurteilt Frederik H. Kreuger den Fälscher Han van Meegeren. Mit Abrufvideo in voller Länge.